# Rhizopus lyococcus
Rhizopus lyococcus är en svampart som först beskrevs av Christian Gottfried Ehrenberg, och fick sitt nu gällande namn av G.Y. Liou, F.L. Lee, G.F. Yuan & Stalpers 2007. Rhizopus lyococcus ingår i släktet Rhizopus och familjen Mucoraceae.   Inga underarter finns listade i Catalogue of Life.